# Gulli Petrini
Gulli Charlotta Petrini, född Rossander 30 september 1867 i Jakob och Johannes församling, död 8 april 1941 i Kungsholms församling, var en svensk fysiker, rösträttsaktivist och frisinnad kommunalpolitiker. 
Hon blev 1911 en av de första 37 kvinnor som valdes till stadsfullmäktige i Sverige, och den första kvinnan i Växjö stadsfullmäktige.

## Biografi
Gulli Petrini tog studenten vid Wallinska skolan i Stockholm 1887 och disputerade med avhandlingen Om gasers utströmning genom kapillärrör vid låga tryck. Därefter arbetade hon som lärare vid bland annat Whitlockska skolan i Stockholm 1901. 
Hon deltog energiskt i arbetet för kvinnans politiska rösträtt och var Landsföreningen för kvinnans politiska rösträtts (LKPR) ordförande i Växjö för Föreningen för kvinnans politiska rösträtt i Växjö mellan 1903 och 1914 och i Stockholm för Stockholmsföreningen för kvinnans politiska rösträtt mellan 1914 och 1921. Inom LKPR tjänstgjorde hon som resetalare och beskrevs som rolig, spetsigt vitsig och eldande. 
Gulli Petrini var ledamot av stadsfullmäktige i Växjö för Frisinnade landsföreningen från 1910 till 1914 då hon även var med och grundade föreningen Frisinnade kvinnor. Hon var först föreningens vice ordförande och sedan ordförande. Petrini gjorde sig bemärkt som talare inom både vetenskap och politik.
Gulli Rossander var dotter till Carl Jacob Rossander och Emma Maria Godenius. Hon gifte sig 1902 med Henrik Petrini och efter studierna flyttade paret till Växjö där hon kom att tjänstgöra i flickskolan. Hon förlorade senare sin tjänst i flickskolan för att under en lektion ha hävdat att människorna härstammade från aporna och inte var skapade av Gud.